# Ned Endress
Ned R. Endress (nacido el 2 de marzo de 1918 en Akron, Ohio y fallecido el 19 de junio de 2010 en Cuyahoga Falls, Ohio) fue un jugador y entrenador de baloncesto estadounidense que disputó una temporada en la BAA, además de jugar en la NBL. Con 1,88 metros de estatura, jugaba en la posición de escolta.

## Trayectoria deportiva

### Universidad
Jugó durante su etapa universitaria con los Zips de la Universidad de Akron, convirtiéndose en el primer jugador de dicha institución en llegar a jugar en la BAA o la NBA.

### Profesional
Comenzó su andadura profesional en los Cleveland Chase Brassmen de la NBL, con los que jugó una temporada en la que promedió 4,1 puntos por partido. Tras la desaparición del equipo, fichó por el nuevo conjunto de la ciudad, los Cleveland Allmen Transfers, donde disputó dos temporadas, promediando 5,9 puntos en la primera de ellas, y 6,9 en la segunda.
En 1946 fichó por los Cleveland Rebels de la recién creada BAA, con los que disputó la única temporada del equipo en la liga, en la que promedió 0,9 puntos por partido. Al año siguiente fichó por los Tacoma Mountaineers de la liga menor Pacific Coast Basketball League, donde anotó 203 puntos.
Tras retirarse, ejerció como entrenador en la Universidad de Akron.

#### Estadísticas en la BAA

##### Temporada regular
| Temporada | Edad | Equipo           | Liga | P  | TIT | MIN | TC  | TCA | %TC  | 3P | 3PA | %3P | TL  | TLA | %TL  | R.OF. | R.DEF. | REB | ASIS | ROB | TAP | PER | FP  | PTS |
| 1946-47   | 28   | Cleveland Rebels | BAA  | 16 |     |     | 0.2 | 1.6 | .120 |    |     |     | 0.5 | 0.9 | .533 |       |        |     | 0.3  |     |     |     | 0.8 | 0.9 |
| Total     |      |                  | BAA  | 16 |     |     | 0.2 | 1.6 | .120 |    |     |     | 0.5 | 0.9 | .533 |       |        |     | 0.3  |     |     |     | 0.8 | 0.9 |